# Sindaci di Lipsia
Di seguito l'elenco cronologico dei sindaci di Lipsia e delle altre figure apicali equivalenti che si sono succedute nel corso della storia.

## Impero tedesco (1871-1918)
| Sindaci (Bürgermeister) eletti dal Consiglio comunale (1871-1877)     | Sindaci (Bürgermeister) eletti dal Consiglio comunale (1871-1877) | Sindaci (Bürgermeister) eletti dal Consiglio comunale (1871-1877) | Sindaci (Bürgermeister) eletti dal Consiglio comunale (1871-1877) | Sindaci (Bürgermeister) eletti dal Consiglio comunale (1871-1877) |
| Nominativo                                                            | Partito                                                           | Partito                                                           | Mandato                                                           | Mandato                                                           |
| Nominativo                                                            | Partito                                                           | Partito                                                           | Inizio                                                            | Fine                                                              |
| --------------------------------------------------------------------- | ----------------------------------------------------------------- | ----------------------------------------------------------------- | ----------------------------------------------------------------- | ----------------------------------------------------------------- |
| Carl Wilhelm Otto Koch                                                | ?                                                                 | ?                                                                 | 1871                                                              | 14 agosto 1876                                                    |
| Otto Robert Georgi                                                    |                                                                   | Partito Nazionale Liberale                                        | 28 ottobre 1876                                                   | 19 dicembre 1877                                                  |
| Sindaci (Oberbürgermeister) eletti dal Consiglio comunale (1877-1918) |                                                                   |                                                                   |                                                                   |                                                                   |
| Nominativo                                                            | Partito                                                           | Partito                                                           | Mandato                                                           | Mandato                                                           |
| Nominativo                                                            | Partito                                                           | Partito                                                           | Inizio                                                            | Fine                                                              |
| Otto Robert Georgi                                                    |                                                                   | Partito Nazionale Liberale                                        | 20 dicembre 1877                                                  | 30 settembre 1899                                                 |
| Carl Bruno Tröndlin                                                   |                                                                   | Partito Nazionale Liberale                                        | 2 ottobre 1899                                                    | 27 maggio 1908                                                    |
| Rudolf Dittrich                                                       |                                                                   | Partito Nazionale Liberale                                        | 14 luglio 1908                                                    | 31 dicembre 1917                                                  |

## Repubblica di Weimar (1918-1933)
| Sindaci (Oberbürgermeister) eletti dal Consiglio comunale (1918-1933) | Sindaci (Oberbürgermeister) eletti dal Consiglio comunale (1918-1933) | Sindaci (Oberbürgermeister) eletti dal Consiglio comunale (1918-1933) | Sindaci (Oberbürgermeister) eletti dal Consiglio comunale (1918-1933) | Sindaci (Oberbürgermeister) eletti dal Consiglio comunale (1918-1933) |
| Nominativo                                                            | Partito                                                               | Partito                                                               | Mandato                                                               | Mandato                                                               |
| Nominativo                                                            | Partito                                                               | Partito                                                               | Inizio                                                                | Fine                                                                  |
| --------------------------------------------------------------------- | --------------------------------------------------------------------- | --------------------------------------------------------------------- | --------------------------------------------------------------------- | --------------------------------------------------------------------- |
| Karl Rothe                                                            |                                                                       | Partito Popolare Tedesco                                              | 2 gennaio 1918                                                        | 4 aprile 1930                                                         |
| Carl Friedrich Goerdeler                                              |                                                                       | Partito Popolare Nazionale Tedesco                                    | 23 maggio 1930                                                        | 30 gennaio 1933                                                       |

## Germania nazista (1933-1945)
| Sindaci (Oberbürgermeister) nominati dal governo (1933-1945) | Sindaci (Oberbürgermeister) nominati dal governo (1933-1945) | Sindaci (Oberbürgermeister) nominati dal governo (1933-1945) | Sindaci (Oberbürgermeister) nominati dal governo (1933-1945) | Sindaci (Oberbürgermeister) nominati dal governo (1933-1945) |
| Nominativo                                                   | Partito                                                      | Partito                                                      | Mandato                                                      | Mandato                                                      |
| Nominativo                                                   | Partito                                                      | Partito                                                      | Inizio                                                       | Fine                                                         |
| ------------------------------------------------------------ | ------------------------------------------------------------ | ------------------------------------------------------------ | ------------------------------------------------------------ | ------------------------------------------------------------ |
| Carl Friedrich Goerdeler                                     |                                                              | Indipendente                                                 | 30 gennaio 1933                                              | 31 marzo 1937                                                |
| Rudolf Haake (facente funzioni)                              |                                                              | Partito Nazionalsocialista Tedesco dei Lavoratori            | 1º aprile 1937                                               | 11 ottobre 1937                                              |
| Walter Dönicke                                               |                                                              | Partito Nazionalsocialista Tedesco dei Lavoratori            | 12 ottobre 1937                                              | 11 ottobre 1938                                              |
| Rudolf Haake (facente funzioni)                              |                                                              | Partito Nazionalsocialista Tedesco dei Lavoratori            | 11 ottobre 1938                                              | 20 agosto 1939                                               |
| Alfred Freyberg                                              |                                                              | Partito Nazionalsocialista Tedesco dei Lavoratori            | 21 agosto 1939                                               | 18 aprile 1945                                               |

## Zona di occupazione sovietica/Repubblica Democratica Tedesca (1945-1990)
| Sindaci (Oberbürgermeister) eletti dal Consiglio cittadino (1945-1990) | Sindaci (Oberbürgermeister) eletti dal Consiglio cittadino (1945-1990) | Sindaci (Oberbürgermeister) eletti dal Consiglio cittadino (1945-1990) | Sindaci (Oberbürgermeister) eletti dal Consiglio cittadino (1945-1990) | Sindaci (Oberbürgermeister) eletti dal Consiglio cittadino (1945-1990) |
| Nominativo                                                             | Partito                                                                | Partito                                                                | Mandato                                                                | Mandato                                                                |
| Nominativo                                                             | Partito                                                                | Partito                                                                | Inizio                                                                 | Fine                                                                   |
| ---------------------------------------------------------------------- | ---------------------------------------------------------------------- | ---------------------------------------------------------------------- | ---------------------------------------------------------------------- | ---------------------------------------------------------------------- |
| Wilhelm Johannes Vierling                                              |                                                                        | Indipendente                                                           | 23 aprile 1945                                                         | 16 luglio 1945                                                         |
| Erich Zeigner                                                          |                                                                        | Partito Socialdemocratico di Germania                                  | 16 luglio 1945                                                         | 5 aprile 1949                                                          |
| Erich Zeigner                                                          | Partito Socialista Unificato di Germania                               |                                                                        | 16 luglio 1945                                                         | 5 aprile 1949                                                          |
| Max Ernst Opitz                                                        |                                                                        | Partito Socialista Unificato di Germania                               | 18 maggio 1949                                                         | 5 giugno 1951                                                          |
| Erich Uhlich                                                           |                                                                        | Partito Socialista Unificato di Germania                               | 10 ottobre 1951                                                        | 5 dicembre 1959                                                        |
| Walter Kresse                                                          |                                                                        | Partito Socialista Unificato di Germania                               | 5 dicembre 1959                                                        | 15 aprile 1970                                                         |
| Karl-Heinz Müller                                                      |                                                                        | Partito Socialista Unificato di Germania                               | 16 aprile 1970                                                         | 20 gennaio 1986                                                        |
| Bernd Seidel                                                           |                                                                        | Partito Socialista Unificato di Germania                               | 20 gennaio 1986                                                        | 3 novembre 1989                                                        |
| Günter Hädrich                                                         |                                                                        | Indipendente                                                           | 4 novembre 1989                                                        | 4 giugno 1990                                                          |

## Repubblica Federale di Germania (dal 1990)
| Sindaci (Oberbürgermeister) eletti dal Consiglio cittadino (1990-1994)   | Sindaci (Oberbürgermeister) eletti dal Consiglio cittadino (1990-1994) | Sindaci (Oberbürgermeister) eletti dal Consiglio cittadino (1990-1994) | Sindaci (Oberbürgermeister) eletti dal Consiglio cittadino (1990-1994) | Sindaci (Oberbürgermeister) eletti dal Consiglio cittadino (1990-1994) | Sindaci (Oberbürgermeister) eletti dal Consiglio cittadino (1990-1994) | Sindaci (Oberbürgermeister) eletti dal Consiglio cittadino (1990-1994) |
| Nominativo                                                               | Nominativo                                                             | Partito                                                                | Partito                                                                | Mandato                                                                | Mandato                                                                | Elezione                                                               |
| Nominativo                                                               | Nominativo                                                             | Partito                                                                | Partito                                                                | Inizio                                                                 | Fine                                                                   | Elezione                                                               |
| ------------------------------------------------------------------------ | ---------------------------------------------------------------------- | ---------------------------------------------------------------------- | ---------------------------------------------------------------------- | ---------------------------------------------------------------------- | ---------------------------------------------------------------------- | ---------------------------------------------------------------------- |
|                                                                          | Hinrich Lehmann-Grube                                                  |                                                                        | Partito Socialdemocratico di Germania                                  | 4 giugno 1990                                                          | 26 giugno 1994                                                         | Elezione 1990                                                          |
| Sindaci (Oberbürgermeister) eletti direttamente dai cittadini (dal 1994) |                                                                        |                                                                        |                                                                        |                                                                        |                                                                        |                                                                        |
| Nominativo                                                               | Nominativo                                                             | Partito                                                                | Partito                                                                | Mandato                                                                | Mandato                                                                | Elezione                                                               |
| Nominativo                                                               | Nominativo                                                             | Partito                                                                | Partito                                                                | Inizio                                                                 | Fine                                                                   | Elezione                                                               |
|                                                                          | Hinrich Lehmann-Grube                                                  |                                                                        | Partito Socialdemocratico di Germania                                  | 26 giugno 1994                                                         | 1º luglio 1998                                                         | Elezione 1994                                                          |
|                                                                          | Wolfgang Tiefensee                                                     |                                                                        | Partito Socialdemocratico di Germania                                  | 1º luglio 1998                                                         | 10 aprile 2005                                                         | Elezione 1998                                                          |
| 10 aprile 2005                                                           | Wolfgang Tiefensee                                                     | 22 novembre 2005                                                       | Partito Socialdemocratico di Germania                                  | Elezione 2005                                                          |                                                                        |                                                                        |
|                                                                          | Andreas Müller                                                         |                                                                        | Partito Socialdemocratico di Germania                                  | Elezione 2005                                                          | 22 novembre 2005                                                       | 29 marzo 2006                                                          |
|                                                                          | Burkhard Jung                                                          |                                                                        | Partito Socialdemocratico di Germania                                  | 29 marzo 2006                                                          | in carica                                                              | Elezione 2006                                                          |
| Elezione 2013                                                            | Burkhard Jung                                                          |                                                                        | Partito Socialdemocratico di Germania                                  | 29 marzo 2006                                                          | in carica                                                              |                                                                        |
| Elezione 2020                                                            | Burkhard Jung                                                          |                                                                        | Partito Socialdemocratico di Germania                                  | 29 marzo 2006                                                          | in carica                                                              |                                                                        |

## Vedi anche
- Storia di Lipsia